# Tetranychus misumaiensis
Tetranychus misumaiensis är en spindeldjursart som beskrevs av Ehara och Toshikazu Gotoh 2007. Tetranychus misumaiensis ingår i släktet Tetranychus och familjen Tetranychidae. Inga underarter finns listade i Catalogue of Life.